# US Postal (wielerploeg)

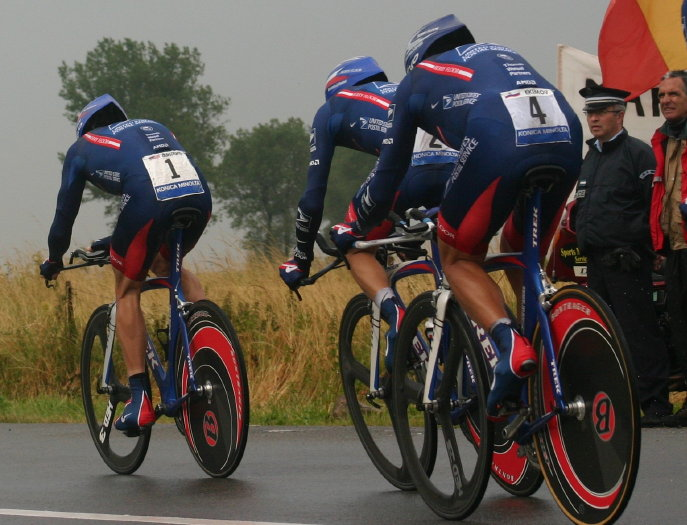
US Postal Service tijdens de ploegtijdrit van de Ronde van Frankrijk 2004, van links naar rechts: Lance Armstrong (1), José Azevedo (2) en Vjatsjeslav Jekimov (4)

US Postal Service Pro Cycling Team was een Amerikaanse wielerploeg, met vanaf 2003 de Belgische laminaatproducent Berry Floor als cosponsor.

## Historiek
US Postal Service ontstond in 1996 als voortzetting van de Montgomery-Bell ploeg, wat weer een voortzetting was van de Subaru-Montgomery ploeg. US Postal werd vanaf 1998 bekend als de formatie rondom de Texaanse klimmer en tijdrijder Lance Armstrong, die bij de ploeg aanvankelijk zes keer de Ronde van Frankrijk won. Armstrong was destijds wereldwijd het uithangbord van de ploeg, bij uitbreiding van het Amerikaanse wielrennen. De ploeg bleef in het peloton tot en met 2004, daarna was Discovery Channel tot 2007 de voortzetting van deze ploeg, met Berry Floor nog steeds als cosponsor.
Van de zeven keer dat Armstrong de Tour de France won, was dat zes keer en dus voor negentig procent in het US Postal-shirt. Alle zeven eindoverwinningen van Lance Armstrong werden echter in 2012 geschrapt wegens dopinggebruik. In 2003 won Roberto Heras de Ronde van Spanje voor deze ploeg. George Hincapie won in 2001 Gent-Wevelgem en in 2004 de Driedaagse van De Panne-Koksijde.

## Grote rondes
| Jaar | Ronde van Italië   | Ronde van Italië | Ronde van Frankrijk                | Ronde van Frankrijk                                        | Ronde van Spanje                                         | Ronde van Spanje                      |
| Jaar | hoogste klassering | etappewinst      | hoogste klassering                 | etappewinst                                                | hoogste klassering                                       | etappewinst                           |
| ---- | ------------------ | ---------------- | ---------------------------------- | ---------------------------------------------------------- | -------------------------------------------------------- | ------------------------------------- |
| 1997 | geen deelname      | geen deelname    | 15e Jean-Cyril Robin               |                                                            | 64e Vjatsjeslav Jekimov                                  |                                       |
| 1998 | geen deelname      | geen deelname    | 6e Jean-Cyril Robin                |                                                            | 4e Lance Armstrong 90e Christian Vandevelde              |                                       |
| 1999 | geen deelname      | geen deelname    | Lance Armstrong 13e Tyler Hamilton | Proloog, 8e, 9e en 19e Lance Armstrong                     | 88e Frankie Andreu                                       |                                       |
| 2000 | geen deelname      | geen deelname    | Lance Armstrong 25e Tyler Hamilton | 8e Lance Armstrong                                         | geen deelname                                            | geen deelname                         |
| 2001 | geen deelname      | geen deelname    | Lance Armstrong 15e Roberto Heras  | 10e, 11e, 13e en 18e Lance Armstrong                       | 3e Levi Leipheimer 4e Roberto Heras 7e José Luis Rubiera |                                       |
| 2002 | geen deelname      | geen deelname    | Lance Armstrong 9e Roberto Heras   | Proloog, 11e, 12e en 19e Lance Armstrong                   | ↑ Roberto Heras · Roberto Heras                          | 6e en 15e Roberto Heras               |
| 2003 | geen deelname      | geen deelname    | Lance Armstrong 14e Manuel Beltrán | 4e Ploegentijdrit 15e Lance Armstrong                      | Roberto Heras 6e Manuel Beltrán                          | 20e Roberto Heras                     |
| 2004 | geen deelname      | geen deelname    | Lance Armstrong 5e José Azevedo    | 4e Ploegentijdrit 13, 15e, 16e, 17e en 19e Lance Armstrong | 13e Manuel Beltrán                                       | 1e Ploegentijdrit 11e David Zabriskie |

1992 · 1993 · 1994 · 1995 · 1996 · 1997 · 1998 · 1999 · 2000 · 2001 · 2002 · 2003 · 2004 · 2005 · 2006 · 2007
Amerikaanse wielerploeg US Postal Service: 1990–2004
Bowen · 
Copeland · 
Hegg · 
McCarthy · 
Reiss ·
Rogers ·
Wiatr · 
Zamana
Bowen · 
Copeland · 
Gogulski ·
Hegg · 
McCarthy · 
Mierzejewski ·
Mulder ·
Reiss ·
Rogers ·
Schommer ·
Wiatr · 
Zamana
Aun · Bowen · Carpenter · Carter · Clark · Eustice · Fornes · Goral · Görgen (tot 30/04) · Günther · Holden · Imboden · Klaus (tot 15/08) · Kuum · Lehnert · Mathis · Mierzejewski · Namtvedt · Peck · Reiss · Rellensmann (tot 15/08) · Roux · Veggerby · Walker · Wiatr · Willerton · Zamana
Arroyo · 
Baker ·
Bowen · 
Carpenter · 
Carter · 
Eyk · 
Fleischer · 
Gomez · 
Goral · 
Klaus ·
Kvålsvoll · 
Lehnert · 
M. Madiot · 
Y. Madiot · 
Mathis · 
McCarthy · 
Namtvedt · 
Reiss ·
Veenstra ·
Veggerby · 
Willerton · 
Zamana
1994: Subaru en Montgomery niet actief
Baker ·
Čubrić ·
Gerlach · 
Gragus · 
Hamilton · 
Jemison · 
McCook · 
Reiss ·
Schommer · 
Sheehan · 
Zanoli
Baker ·
Baranowski ·
Brożyna ·
Engleman ·
Gerlach · 
Gragus · 
Hamilton · 
Hampsten · 
Jemison · 
Lupeikis · 
Reiss ·
Teutenberg · 
Sheehan · 
Villatoro
Baffi ·
Baker ·
Baranowski ·
Brożyna ·
Deramé ·
Gragus · 
Hamilton · 
Hincapie · 
Jekimov · 
Jemison · 
Lupeikis ·
Meinert-Nielsen · 
Mercier ·
Reiss ·
Robin ·
Teutenberg · 
Villatoro ·
Almansa (stagiair)
Andreu ·
Armstrong ·
Baranowski ·
Deramé · 
Hamilton · 
Hincapie · 
Jekimov · 
Jemison · 
Llaneras ·
Meinert-Nielsen · 
Robin ·
Teutenberg · 
Vande Velde ·
Vaughters ·
Villatoro
Andreu ·
Armstrong ·
Casey ·
Dean ·
Deramé · 
George ·
Hamilton · 
Hincapie ·
Høj ·
Jekimov · 
Jemison · 
Joachim ·
Livingston ·
Magnusson ·
Meinert-Nielsen · 
Vande Velde ·
Vaughters
Andreu ·
Armstrong ·
Burrow · 
Casey ·
Dean ·
George ·
Hamilton · 
Hincapie ·
Jekimov   · 
Jemison · 
Joachim ·
Jonker · 
Kjærgaard ·
Labbe ·
Leipheimer · 
Livingston ·
O'Bee ·
Vande Velde ·
Vasseur ·
Vermaut
Armstrong ·
Barthe ·
Burrow · 
Casey ·
Cruz ·
Dean ·
Green ·
Hamilton · 
Heras ·
Hincapie ·
Jekimov   · 
Joachim ·
Kjærgaard ·
Labbe ·
Leipheimer · 
McRae · 
Peña ·
Rubiera ·
Vande Velde ·
Vasseur ·
Ventura ·
White ·
Zabriskie · 
Boonen (stagiair)
Armstrong ·
Barry ·
Boonen · 
Casey ·
Clinger ·
Cruz ·
Heras ·
Hincapie ·
Jekimov   · 
Joachim ·
Kjærgaard ·
Labbe ·
Landis · 
McRae · 
Mondini (tot 31/03) · 
Padrnos ·
Peña ·
Rubiera ·
Vande Velde ·
Ventura ·
White ·
Zabriskie
Armstrong ·
Barry ·
Beltrán · 
Cruz ·
Green ·
Heras ·
Hincapie ·
Jekimov   · 
Joachim ·
Kjærgaard ·
Kluck · 
Labbe ·
Landis · 
Michajlov · 
Padrnos ·
Peña ·
Rubiera ·
van Heeswijk ·
Vande Velde ·
Ventura ·
White ·
Zabriskie
Armstrong ·
Azevedo ·
Barry ·
Beltrán · 
Creed ·
Cruz ·
Devolder ·
Hesjedal ·
Hincapie ·
Jekimov     · 
Joachim ·
Kluck · 
Labbe ·
Landis · 
McCarty ·
Michajlov · 
Noval ·
Padrnos ·
Peña ·
Rincón ·
Rubiera ·
Van den Broeck ·
van Heeswijk ·
Ventura ·
Zabriskie